# Geflammter Kleinzünsler
Der Geflammte Kleinzünsler (Endotricha flammealis) ist ein Schmetterling aus der Familie der Zünsler.

## Merkmale
Der Geflammte Kleinzünsler hat eine Flügelspannweite von 17 bis 23 Millimeter. Die Vorderflügel sind in der Grundfarbe ockerfarben, orangerot über dunkelpurpurrot bis dunkelbraun. Die dunkle Form wird in der Literatur auch als f. adustalis bezeichnet, die meist seltenere, hell ockerfarbene Form als f. lutealis. Das Wurzel- und Saumfeld wird vom Mittelfeld jeweils durch eine bräunlich gerandete, helle, jeweils etwas geschwungene, leicht gezackte Querlinie abgetrennt. Die Vorderflügel, deren Vorderrand weiß gepunktet ist, haben im Mittelfeld einen schwarzen Fleck. Die Fransen am Apex sind weißlich. Die Fühler des Männchens sind verhältnismäßig kurz und bewimpert; die Fühler des Weibchens sind einfach und fadenförmig.

## Lebensweise
Die Falter fliegen von Mitte Mai bis September. Sie verstecken sich am Tag und werden erst während der Dämmerung aktiv. Sie werden häufig an künstlichen Lichtquellen beobachtet und können mit zuckerhaltigen Ködern angelockt werden. Die Eier werden an der Blattunterseite der Nahrungspflanzen der Raupen abgelegt. Die Raupen können von August bis September beobachtet werden. Die jungen Raupen, welche eine braune Farbe haben, leben zunächst an der Blattunterseite in Gespinstkammern. Ab etwa Oktober wechseln sie in Bodennähe und ernähren sich von herabgefallenen Blättern von Eichen und Weiden. Man findet die Raupen aber auch an Kräutern wie Hornklee (Lotus), Odermennige (Agrimonia) und Heidelbeeren (Vaccinium). Die Verpuppung erfolgt in einem Kokon an der Erde.

## Vorkommen und Verbreitung
Dieser Zünsler lebt in Laubwäldern und Eichengebüschen, an Waldrändern und auf Wiesen. Er ist in fast ganz Europa beheimatet mit Ausnahme von Nordeuropa. Im Norden reicht das Verbreitungsgebiet bis Dänemark und Südschweden. Die Art ist bisher auch in Irland nicht nachgewiesen. Im Süden erstreckt sich das Verbreitungsgebiet von Nordafrika über Vorderasien, den Kaukasus bis nach Kasachstan.